# Džazira (provinca kalifatov)
Al-Džazira (arabsko الجزيرة), znana tudi kot Džazirat Akur ali Iklim Akur, je bila provinca Rašidunskega, Omajadskega in Abasidskega kalifata, ki je obsegala večji del Gornje Mezopotamije. Razdeljena je bila na okrožja Dijar Bakr, Dijar Rabija in Dijar Mudar. Včasih je kot podprovince  vključevala Mosul, Arminijo in Adharbajdžan. 
Po osvojitvi s strani muslimanskih Arabcev leta 639/640 je postala upravna enota, priključena večjemu okrožju Džund Hims. Med vladavinama kalifov Muavije I. in Jazida I. je bila ločena od Himsa in prišla pod jurisdikcijo Džunda Kinasrin. Leta 692 jo je kalif Abd al-Malik razglasil za samostojno provinco. Po letu 702 se je pogosto raztezala čez ključna okrožja Arminije in Adharbajdžana vzdolž severne meje kalifata, zaradi česar je postala superprovinca. Prevladovanje Arabcev iz klanov Kajs/Mudar in Rabija jo je naredilo za pomembno bazo za rekrutiranje vojakov za omajadske vojske. Vojaške enote iz Džazire so igrale ključno vlogo pod omajadskimi kalifi v 8. stoletju. Vrhunec je dosegla pod zadnjim omajadskim kalifom Marvanom II. (vladal 744–750), ki je trajal vse do leta 750, ko so Abasidi strmoglavili Omajade. 

## Geografija
Džazira je obsegala severni del ozemlja med rekama Evfrat in Tigris (Gornja Mezopotamija), pa tudi sosednja ozemlja in mesta severno in vzhodno od zgornjega Tigrisa, območja okoli rek Veliki in Mali Zab ter pas ozemlja ob zahodnih bregovih Evfrata. Regija je na splošno relativno nizka planota, ki jo prekinjajo številne gorske verige, vključno s Tur Abdin, Džabal Sindžar, Džabal Makhul in Džabal Abd al-Aziz. V teh gorah izvirajo glavni pritoki Evfrata, in sicer Balik na skrajnem zahodu, Habur v sredini in Hirmas (pritok Haburja) na severu. Reka Tartar izvira v Džabal Sindžarju na vzhodu in se izliva v Sirsko puščavo, kjer se konča.
Zahodno od Džazire je bila provinca Bilad al-Šam (geografska Sirija). Na severozahodu je bila Tugur al-Džazirja, mezopotamska meja z Bizantinskim cesarstvom. Provinci Arminija (Armenija) in Adharbajdžan (Azerbajdžan) sta ležali na severu oziroma severovzhodu. Džaziro je od Iraka na jugu ločevala črta, ki je potekala od Anbarja na jugozahodu do Tikrita na severovzhodu.

### Plemenska in etnična sestava
Pred muslimansko osvojitvijo v letih 638–640 so na puščavskih obrobjih zgornje in spodnje doline Evfrata ter v manjši meri bližje naselbinam ob rečnih bregovih živela stara nomadska in polnomadska arabska plemena Tanuh, Taglib in al-Namir ibn Kasit iz plemenske zveze Rabija ter pleme Ijad, vsi iz skupine Nizar, katerih člani so služili kot pomožne sile Sasanidskega cesarstva. Po poročilih zgodovinarja al-Tabarija (umrl 923) je krščansko pleme Ijad med muslimanskim osvajanjem pobegnilo proti severu v bizantinsko Anatolijo. Kalif Omar (vladal 634–644) je Bizantince prisilil, da so večino beguncev  izgnali nazaj v Džaziro. Taglibi so ostali večinoma  krščanski, medtem ko so pripadniki drugih plemen sprejeli islam.
Bizantinsko-sasanidske vojne v začetku 7. stoletja, ki so jim sledile muslimanska osvajanja, so v Džaziri pustile obilo zapuščenih obdelovalnih zemljišč. Ta zemljišča so zasedli nomadski vojaki muslimanskih vojsk, predvsem iz plemena Kajs. Poveljniki, imenovani iz Medine, so imeli malo ali nobenega nadzora nad njimi in so kalifom plačevali minimalne davke. Po besedah zgodovinarja Mohameda Abdulaha Šabana je "teh nekaj tisoč mož obravnavalo provinco kot svojo zasebno lastnino in tam vzpostavilo svojo oblast". Muslimanska plemena so igrala ključno vojaško vlogo pri obrambi vzhodnega boka Sirije pred bizantinskimi vpadi in so imela koristi od svojih  donosnih vpadov v Armenijo. Osvajalska plemena muslimanskih vojsk so poskušala omejiti nadaljnje priseljevanje v Džaziro, vendar so morala zaradi obsežnega ozemlja in njenega bogastva ter pritiskov priseljencev iz  Arabije v osvojeni rodovitni polmesec odpreti Džaziro za novejše prišleke.
Kalif Utman (vladal 644–656) se je odločil, da bo usmerjal priseljevanje v regijo in po Šabanovem mnenju "prekinil hegemonijo" osvajalskih plemen. Muavija ibn Abi Sufjan, ki je upravljal regijo, je po kalifovih navodilih naselil pripadnike arabskih plemen na prazna zemljišča, nekoliko oddaljena od naselij ob Evfratu, in jim dal dovoljenje za ukvarjanje s kmetijstvom. Verjetno zato, da bi pomiril pred tem naseljene pripadnike plemena Kajs, so bili novejši prišleki izključeni iz vojaške službe na armenski meji in so bili nameščeni na strateških točkah, kot so križišča glavnih poti ali ozki gorski prelazi, da bi delovali kot blažilec pred bizantinskimi napadi. Spremembe, postopoma uvedene pod Muavijem, so bile očitno zadostne, saj so Kajsi podprli Muavijo proti kalifu Aliju (vladal 656–661) in njegovi iraški vojski med bitko pri Sifinu leta 657.̺ V času prve muslimanske državljanske vojne (656–661) je prišlo do nadaljnjega priseljevanja v Džaziro. Novi prišleki so bili pripadniki plemen, ki so se v prejšnjih desetletjih naselili v muslimanskih garnizijskih mestih Kufa in Basra v Iraku, vendar so nasprotovali Alijevi vladavini in opustili ustaljeno življenje zaradi nomadskega načina življenja v Džaziri.
Poleg Arabcev je, zlasti na območju Tur Abdina, živelo veliko Sircev. Območje okoli Mosula je bilo dom tudi Kurdov, severno od zgornjega Tigrisa pa so bile velike skupnosti Armencev. In ne nazadnje so se med vladanjem Šapurja II. po letu 363 v večja mesta v regiji, zlasti okoli Nisibisa, naselili Perzijci iz Farsa in tam ostali vse do abasidskih časov.

### Upravna delitev
Džazira je bila razdeljena na tri okrožja. Okrožje Dijar Mudar je obsegalo ozemlje ob Evfratu, Dijar Rabija ob Tigrisu in Dijar Bakr ozemlje na severu do Armenskega višavja. Meje so bile začrtane po mejah ozemelj prevladujočih arabskih plemen, a so morda odražala tudi meje predislamskih upravnih enot, saj je Dijar Mudar ustrezal rimsko-bizantinski provinci Osroeni. Slednja je bila pred rimsko oblastjo  kraljestvo, ki mu je vladala arabska dinastija, in je kasneje postala središče monofizitskega krščanstva. Večje okrožje Dijar Rabija je imelo manj jasno opredeljene meje in je bilo v predislamskem obdobju glavno območje konfliktov med bizantinskim in Sasanidskim cesarstvom.  V tedanjih virih je bilo mesto Mosul včasih obravnavano kot del Dijar Rabije, včasih tudi njeno glavno mesto, vendar je bilo večino omajadskega obdobja samostojna provinca.

## Zgodovina

### Zgodnja zgodovina
Džaziro so muslimani osvojili med Omarjevim kalifatom leta 638/639 ali 639/640. Muslimanske vojske je vodil Ijad ibn Ganm al-Fihri, ki je oblegal obzidana naselja ob rekah Evfrat in hkrati pošiljal odrede vojakov, da so plenili okoliško podeželje in lovili kmete. V Raki, bizantinskem Kaliniku, so kmete zunaj mestnega obzidja branili arabski krščanski nomadi. Cilj Ijada ibn Ganma je bil zavzeti mesta z minimalnim uničenjem, saj je od njih pričakoval plačevanje davkov in kmetijske pridelke. Podobne pogoje je dosegel ob predaji Edese, Harrana in Samosate. V zadnjih dveh mestih je  namestil muslimanski garniziji.
Po osvojitvi je Džazira verjetno tvorila eno samo upravno enoto Džund Hims (Vojaško okrožje Homs) z bodočim okrožjem Džund Kinasrin (Vojaško okrožje severna Sirija).  Po smrti Abu Ubajde ibn al-Džara, ki je imel splošno poveljstvo nad Sirijo, je Omar leta 639 imenoval Ijada ibn Ganma za guvernerja Homsa, Kinasrina in Džazire. Za Džaziro sta bila imenovana dva upravna zastopnika: eden je bil zadolžen za nearabce, verjetno avtohtono nearabsko prebivalstvo, in eden za  nomadska arabska plemena, kot so bili Taglibi. Prvi je bil Habib ibn Maslama al-Fihri, drugi pa al-Valid ibn Ukba. Ijad je umrl leta 641. Nasledil ga je Said ibn Hidjam al-Džumahi. Po njegovi smrti leta 642 je bil za guvernerja imenovan Umajr ibn Sad al-Ansari, ki je med Utmanovim kalifatom zbolel in odstopil s svojega položaja. Po njegovem odstopu je kalif Utman okrožje Hims–Kinasrin–Džazira podredil jurisdikciji Muavije ibn Abi Sufjana, ki je bil takrat guverner vojaškega okrožja Damask (Džund Dimaška) in vojaškega okrožja Jordanija (Džund al-Urduna).
Muavija je leta 661 ustanovil Omajadski kalifat in vladal kot kalif do svoje smrti leta 680. Nasledil ga je  sin Jazid I. (vladal 680–683). Med Muavijevo in Jazidovo vladavino sta bila Kinasrin in Džazira ločena od Džund Himsa in postala okrožje Džund Kinasrin. Ločitev je bila morda odgovor na pritok arabskih priseljenskih plemen med Muavijevim guvernerstvom in kalifatom.̪{sfn|Hinds|1993|p=264}} Povezava Džazire s sirskimi okrožji je bila nadaljevanje ureditve iz rimske in bizantinske dobe, ko sta obe regiji tvorili Diecezo Vzhod. Na splošno se nova muslimanska vlada do 690. let ni preveč vpletala v lokalne zadeve. V regiji je bilo zgrajenih le malo muslimanskih garnizijskih mest, lokalne verske skupnosti so neovirano nadaljevale svoje delo in džizja se morda sploh ni pobirala.

### Neodvisna provinca
Med drugo muslimansko državljansko vojno so plemena Kajsev v Džaziri podpirala Abd Alaha ibn al-Zubajra s sedežem v Meki, nasprotnika Omajadov, ki so imeli sedež v Siriji. Omajadom so namreč zamerili, da so odprli Džaziro za priseljevanje, in so morda upali, da jim bo Ibn al-Zubajr povrnil prejšnjo avtonomijo.̪ Kajse so Omajadi in njihovi arabski plemenski zavezniki, med katerimi je bil glavni klan Banu Kalb, premagali leta 684 v bitki pri Mardž Rahitu blizu Damaska. Vodja Kajsov Zufar ibn al-Harit al-Kilabi je nato iz utrjenega mesta Karkisija (Circesium) blizu sotočja rek Evfrat in Habur zbral plemena, ki so nasprotovala Omajadom. Približno med letoma 686 in 689 sta se Zufar in njegov zaveznik Umajr ibn al-Hubab al-Sulami spopadla s Kalbi v palmirski stepi ter s Taglibom in njegovimi zavezniki Rabijci po vsej Džaziri v seriji napadov in protinapadov, v arabskih virih znanih kot adždžam (dobesedno dnevi bojev). Taglibov konflikt s Kajsi je bil posledica poseganja Kajsov v njihove pašnike in vodne vire. Kajsi so bili v bitkah na splošno premagani, vendar so leta 689 ubili Umajra, medtem ko so bili Kalbi pregnani iz palmirske stepe, kjer so Kajsi postali prevladujoča sila.
Mohameda ibn Marvana, sina kalifa Marvana I. (vladal 684–685), ustanovitelja Marvanidov, vladajoče dinastije v Omajadskem kalifatu, je oče imenoval za vojaškega poveljnika Džazire z nalogo, da nadzira uporne Kajse. Po številnih omajadskih obleganjih Karkisije se je Zufar leta 691 predal kalifu Abd al-Maliku (vladal 685–705), opustil Ibn al-Zubairjevo načrte in pridobil vojaške in dvorne privilegije zase in za svoje sinove. Državljanska vojna se je končala z Ibn al-Zubairjevim umorom leta 692, vendar so se napadi in protinapadi med Kajsi, ki jih je predstavljalo predvsem pleme Banu Sulajm, in Taglibi nadaljevali do konca leta 694, ko so  po Abd al-Malikovem posredovanju prenehali.
Abd al-Malik je leta 692 ločil Džaziro od Džund Kinasrina in jo morda spremenil v džund (vojaško okrožje). Sprememba statusa je bila morda povezana s poravnavo, doseženo z Zufarjem in Kajsi leta 691. Sprememba bi lahko bila tudi posledica zahteve Abd al-Malikovega brata Mohameda ibn Marvana. Provinca je odtlej živela iz lastnih prihodkov. Po zmagi leta 692 je Abd al-Malik odredil popis prebivalstva v regiji in najpozneje takrat za nemuslimane uvedel plačevanje džizje. Hkrati se je povečalo vmešavanje muslimanskih guvernerjev v zadeve vzhodnosirske in zahodnosirske cerkve. Oblast je za katolikosa vzhodnosirske cerkve v nasprotju z izvoljenim Hnanišem I. imenovala škofa Nisibisa Johanana. Kristjani so med vladavino Mohameda ibn Marvana še vedno imeli svoje lokalne poglavarje, kot sta bila Simeon Oljski ali Teodot Amidski.

### Nadprovinca
Mosul je v letih 721–725 postal del Džazire. V tem času je vojska Džazire zaradi zatrtja velikega upora Jazida ibn al-Muhalaba v Iraku leta 720 dosegla pomemben položaj med omajadskimi vojskami. Politično in vojaško pomembnejši od Mosula sta bili severni obmejni regiji Arminija in Adharbajdžan, ki sta bili leta 702 priključeni džazirski guverniji Mohameda ibn Marvana. Džazira, Arminija in Adharbajdžan so skupaj sestavljale superprovinco Džazira, ki je leta 732 postala osnova moči Marvanovega sina in bodočega kalifa Marvana II. Po smrti kalifa Jazida III. leta 744 je Marvan poskušal zgraditi novo središče moči v Harranu. S svojimi večinoma džazirskimi četami je pri Damasku porazil Sulejmana bin Hišama, sina kalifa Hišama, in sam postal kalif. Pod Marvanom II. so bili Džazirci vojaško veliko močnejši od Sircev, ki so bili do takrat glavni vojaški element Omajadskega kalifata.
Džazirci so v veliki meri uspeli zatreti obnovljene upore proti Omajadom v Iraku, vendar je glavna grožnja dinastiji prihajal iz oddaljene obmejne province Horasan. Sirci in Iračani, katerih rivalstva so prevladovala v velikem delu zgodnje islamske zgodovine, so bili tokrat le gledalci. Abasidi in njihove čete iz Horasana so leta 749 zavzeli Kufo in leta 750 napadli Džaziro, kjer so v bitki pri Zabu odločilno porazili Marvanovem čete iz Džazire in Sirije.